# Aurensan (Hautes-Pyrénées)
Aurensan település Franciaországban, Hautes-Pyrénées megyében. Lakosainak száma 768 fő (2022. január 1.). Aurensan Sarniguet, Bazet, Bours, Chis, Dours, Orleix, Tostat és Andrest községekkel határos.

## Népesség
A település népességének változása:
| Lakosok száma | 786  | 779  | 785  | 789  | 788  | 789  | 783  | 776  | 768  |
|               | 2013 | 2015 | 2016 | 2017 | 2018 | 2019 | 2020 | 2021 | 2022 |